# Linaria bipartita
Linaria bipartita là một loài thực vật có hoa trong họ Mã đề. Loài này được (Vent.) Willd. mô tả khoa học đầu tiên năm 1809.